# Аарон бен Мойсей бен Ашер
Аарон бен Мойсей бен Ашер (іврит :אהרן בן משה בן אשר‬ Тиберійська іврит: ʾAhărôn ben Mōšeh benʾĀšēr; 10 століття, помер близько 960 р.) — єврейський книжник, який жив у Тиверіаді на півночі Ізраїлю та вдосконалив тиберійську систему написання голосних звуків на івриті, яка використовується і сьогодні, і служить основою для граматичного аналізу.

## Передумови
Понад тисячу років бен Ашер вважався євреями усіх потоків як найточніший варіант Масоретичного тексту. З його часів і рукописні рукописи єврейської Біблії, і друковані версії прагнули слідувати його системі і продовжують це робити. Він жив і працював у місті Тиверіада на західному березі Галілейського моря.
Бен Ашер походив з довгого ряду масоретів, починаючи з когось на ім'я Ашер, але про них не відомо нічого, крім їх імен. Його батькові Мойсею бен Ашеру приписують написання Каїрського кодексу пророків (895). Якщо він справжній, він є одним із найдавніших рукописів, що містять значну частину єврейської Біблії. Умберто Кассуто використав цей рукопис як основу свого видання єврейської Біблії. Сам Аарон бен Ашер додав примітки про вовелізацію, контиляцію та мезору до кодексу Алеппо, виправляючи його буквений текст відповідно до масори.
Маймонід прийняв погляди Бен Ашера лише щодо відкритих та закритих секцій,  але, мабуть, загалом захоплювався його роботою та допомагав утвердити та поширити його авторитет. Посилаючись на біблійний рукопис, що існував тоді в Єгипті, Маймонід писав: «Всі покладались на нього, оскільки він був виправлений Бен-Ашером і працював і аналізувався ним протягом багатьох років, і багато разів був виправлений відповідно до масори, і я заснований на цьому рукописі в Сефер-Торі, який я написав».

## Перший серйозний писар
Аарон бен Мойсей бен Ашер першим серйозно підійшов до єврейської граматики. Він був першим систематичним єврейським граматиком. Його « Сефер Дікдукей ха-Теамім» («Граматика або аналіз наголосів») був оригінальною колекцією граматичних правил та мазоретичної інформації. Граматичні принципи на той час не вважалися гідними самостійного вивчення. Цінність цієї роботи полягає в тому, що граматичні правила, представлені Бен Ашером, вперше розкривають мовне підґрунтя вокалізації. Він мав величезний вплив на подальшу біблійну граматику та науку.
Суперницькою системою нот була та, що була розроблена школою бен Нефталі.

## Бен Ашер караїм?
Вчені довго дискутували щодо того, чи був Аарон бен Ашер караїмом. Хоча зараз здається, що більшість сучасних вчених схиляються до цієї, ймовірно, істини, схоже, не існує чіткого консенсусу, і тому питання залишається відкритим.
Вперше ідея була запропонована в 1860 році Сімхою Пінськером, який стверджував, що Масоретеса взагалі слід «підозрювати» в тому, що він є караїмом, оскільки він, схоже, весь свій час присвячували Біблії і не виявляли інтересу до рабинського Мідраша або Талмуду, що на часів суперечить мазоретичному тексту. Були представлені численні інші непрямі докази, що дають вагомі аргументи, проте недостатньо вагомі, щоб схилити ваги та закінчити дискусію.
Деякі приклади доказів включають таке:
- сильні паралелі з караїмською теологією в тому, як Аарон та його батько Моше пишуть про те, що всі три частини єврейської Біблії однаково авторитетні з точки зору галахи (класична караїмська позиція);
- Масоретичний текст не відповідає порядку, встановленому в Талмуді (Ісая за Єзекіїлем), який був прийнятий авторитетним равиністами, але відкинутий караїмами (Масоретичний текст також відрізняється від віршів, цитованих у талмуді);
- у Кодексі міститься молитва про захист храму, мабуть, йдеться про караїмський храм, оскільки равіністи в той час не мали храму;
- твори того часу посилаються на Бен-Ашерів з почесними знаками, які частіше використовуються караїмами (наприклад, меламидований «учитель» і маска «просвітлений»);
- вказівки на те, що «Codex Cairensis» (вважається, його написав його батько) спонсорував караїм (на основі мови, якою користувався спонсор);
- той факт, що Кодекс був у володінні караїмів (з часів його вписаного посвячення, тобто ще до того, як вони викупили його від хрестових походів).

Переломний момент припав на 50-ті роки, коли Бенджамін Клар виявив, що антикараїмська полемічна поема Саадії Гаона критикувала караїмського мазорета на ім'я «бен Ашер». Це дуже добре пасує до відмови Саадії від Бен-Ашера на користь Бен-Нафталі, а також від того, що Бен Ашер все-таки став прийнятим, оскільки відносини між караїмами та рабинітами покращилися. Арон Дотан розглянув багато аргументів, включаючи аргументи Клара, а також стверджував, що схвалення Маймоніда є доказом проти позову. Однак, на думку Зера, мало хто з дослідників висловив свою підтримку позиції Дотана.

## Уточнення
1. ↑  Схоже, що Генріх Грец вже встановив ці зв'язки приблизно на 60 років раніше.[8][9]